# Max Domarus
Max Domarus, född 1911, död 1992, var en tysk historiker, översättare och publicist. Han är mest känd för sin dokumentering av Adolf Hitlers tal. Han översatte och sammanställde de fyra volymerna av Hitler: Speeches and Proclamations 1932–1945: The Chronicle of a Dictatorship.